# Cyklookten
Cyklookten je cykloalkense vzorcem C8H14; jeho molekula je tvořená kruhem 8 atomů uhlíku, propojených sedmi jednoduchými a jednou dvojnou vazbou.
Cyklookten je nejjednodušším cykloalkenem, který vytváří stabilní cis i trans stereoizomer, častější je cis-cyklookten. Teoretické analýzy naznačují existenci celkem 16 konformačních a konfiguračních izomerů, které jsou všechny chirální a vytváří 8 enantiomerních párů.
Cis-izomer zaujímá různé konformace, přičemž nejstabilnější z nich připomíná tvarem stuhu; u trans-cyklooktenu je nejstáleší osmiuhlíkatý ekvivalent židličkové konformace cyklohexanu.
Cis- a trans-izomery se objevují i u větších cykloalkenových kruhů, například cyklodecenu.